# Hard Life
Hard Life (bis 2024: Easy Life) ist eine englische Indie-Pop-Band aus Leicester. Bekannt wurden sie Anfang 2020 durch den zweiten Platz in der Sound-of-2020-Umfrage sowie ihr Album Junk Food. Wegen eines Rechtsstreits mit der Fluggesellschaft EasyJet änderte die Band 2024 ihren Namen.

## Bandgeschichte
Kopf der Band ist Sänger und Songschreiber Murray Matravers. Er holte sich 2017 vier weitere befreundete Musiker zusammen, die vorher schon in den verschiedensten Bands gespielt hatten, und gründete Easy Life. Neben Matravers gehören Keyboarder Jordan Birtles, Gitarrist Lewis Berry, Bassist Sam Hewitt und Schlagzeuger Oliver Cassidy zur Band. Gleich mit ihrer ersten Veröffentlichung Pockets waren sie im Internet erfolgreich und wurden 2018 von Island Records unter Vertrag genommen. Neben weiteren Songs, die vorwiegend von Matravers stammen, veröffentlichten sie auch zwei Mixtapes, Creature Habits (2018) und Spaceships (2019), die ihre Bekanntheit steigerte. 2019 standen sie auf der Newcomer-Bühne des Glastonbury-Festivals und traten sogar in den USA unter anderem beim Coachella-Festival und dem Governors Ball in New York auf.
Anfang 2020 wurden sie in der Sound-of-2020-Liste der BBC, die den Durchbruch im folgenden Jahr prognostiziert, auf Platz 2 gewählt. Musikalisch wurden sie für ihre eingängige Mischung aus Indie-Pop und Hip-Hop mit Elementen verschiedener anderer Musikstile gewürdigt. Ihre kurz darauf veröffentlichte Debüt-EP Junk Food stieg auf Platz 7 der britischen Charts ein.
Nach einem langwierigen Rechtsstreit mit dem Mutterkonzern von EasyJet änderte die Band ihren Namen zu Hard Life. Der Konzern erhob zudem den Vorwurf der Verleumdung gegen die neueste Single Tears, die Bezug auf den Rechtsstreit nimmt.

## Diskografie
Alben
- Creature Habits (2018)
- Spaceships (2019)
- Junk Food (2020)
- Life’s a Beach (2021)
- Maybe in Another Life… (2022)
- Onion (2025)

Lieder
- Pockets (2017)
- Frank (2018)
- Nightmares (2018, UK: Silber)
- Temporary Love (2018)
- Houseplants (2019)
- Earth (2019)
- Nice Guys (2019)
- Sangria (featuring Arlo Parks, 2019)
- Dead Celebrities (2020)
- Daydreams (2020)
- A Message to Myself (2021)
- Skeletons (2021)
- Have a Great Day (2021)
- Ocean View (2021)
- Beeswax (2022)
- Dear Miss Holloway (featuring Kevin Abstract, 2022)
- OTT (featuring Benee, 2022)
- Antifreeze (featuring Gus Dapperton, 2022)
- Fortune Cookie (2022)
- Tears (2024)